# Ordem de Tudor Vladimirescu
Ordem de Tudor Vladimirescu (em romeno:  Ordinul Lui Tudor Vladimirescu) é uma condecoração estatal da República Socialista da Romênia.

## História
A ordem foi criado pelo Decreto Governamental nº 272 de 13 de abril de 1966. Batizado em homenagem ao líder da Revolta da Valáquia de 1821, Tudor Vladimirescu. Foi concedida ao mais alto comando do exército e a civis por contribuições para o estabelecimento do socialismo na Romênia, pela manutenção da segurança da República Socialista e pelo estabelecimento de relações internacionais cooperativas.
A Ordem seria concedida a indivíduos e a organizações. Sendo agraciada a cidadãos romenos por méritos em diversos campos, instituições por serviços especiais prestados à Pátria e a cidadãos estrangeiros por razões diplomáticas. A ordem possuiria cinco classes e uma medalha de duas classes. Desde 1966, por um curto período, a prática foi conceder a Ordem de Tudor Vladimirescu, primeira classe, em fitas de ombro, bem como em fitas de pescoço para diplomatas. Uma versão menor é conhecida, sendo concedida a estrangeiros (34mm).
A condecoração foi projetada pelo escultor e gravador romeno Nestor Culluri, chefe do Departamento de Escultura e Modelagem da Faculdade de Arquitetura, que também colaborou com a Casa da Moeda. Escultor renomado, ele trabalhou durante anos com o escultor Ion Jalea, para quem realizou as obras, pois sabia-se que ele não podia usar as mãos devido a uma deficiência adquirida na Primeira Guerra Mundial.

## Agraciamento
O agraciamento da Ordem de Tudor Vladimirescu era feito individual ou coletivamente:
- por méritos especiais alcançados em várias esferas da atividade política, militar, econômica, científica e cultural;
- a empresas, organizações, instituições, unidades militares e assentamentos por serviços especiais à Pátria;
- a cidadãos de outros países que fizeram uma contribuição significativa para o desenvolvimento da amizade e cooperação com a RSR.

Não foram observados números de série. As únicas marcas foram observadas nos exemplares de ouro ou prata. As marcas são "MS" para a Casa da Moeda Nacional (em romeno:  Monetaria Nationala) e a marca para ouro (perfil de um homem olhando para a esquerda). As marcas são aplicadas no reverso e no fecho.
O número aproximado de Ordens concedidas:
- 1ª classe - ouro e diamantes - 3 (marcados) prata dourada - 150;
- 2ª classe - ouro e diamantes - 10 (marcados) e tombac - 250;
- 3ª classe - prata - 50 (marcados) tombac prateado - 1000;
- 4ª classe - tombac prateado - 2000;
- 5ª classe - tombac de bronze soprado - 3500.

Versão diplomática:
- 1ª classe - 30, ouro e diamantes (3);
- 2ª classe - 40;
- 3ª classe - 50;
- 4ª classe - 50;
- 5ª classe - 50.

## Características
A ordem tem o formato de uma estrela com dez raios desiguais. No medalhão com coroas de louros está o busto de Tudor Vladimirescu, com a inscrição "1821 TUDOR VLADIMIRESCU". O reverso do medalhão varia de acordo com a classe. A barreta é vermelha com listras amarelas. No 1º classe, há uma faixa amarela no meio com 7mm de largura; no 2º classe, duas faixas de 3mm de largura; no 3º classe, três faixas de 2mm de largura; no 4º classe, quatro faixas de 1,5mm de largura; e no 5º classe, cinco faixas amarelas de 1,5mm de largura.
A primeira classe é banhada a ouro avermelhado. Uma coroa de louros, aberta na parte superior, é tecida nos sete raios inferiores da estrela, sobre a qual há sete pedras cravejadas à esquerda e à direita. O fundo do medalhão é da cor da estrela. A segunda classe corresponde à da primeira classe, mas sem coroa de louros e sem pedras. O formato da terceira classe corresponde à da segunda classe, mas o fundo do medalhão é esmaltado em verde. Na quarta classe, o fundo do medalhão é esmaltado em vermelho e na quinta classe, em laranja. Para as mulheres, as ordens existiam em tamanho reduzido.

### Classes
- Ordem de Tudor Vladimirescu, 1ª classe:

Anverso: Uma estrela dourada composta por dez feixes de raios de diferentes comprimentos, sobre a qual está colocada uma coroa de louros dourada, entre cujas folhas estão dispostas em duas fileiras quatorze pedras brancas; no meio, há um medalhão redondo com uma imagem de Tudor Vladimirescu de meio corpo, três quartos à esquerda; no topo, ao longo da circunferência, há uma inscrição dizendo "1821 TUDOR VLADIMIRESKU".Reverso: Côncavo suave com pino horizontal na parte superior. Diâmetro 68mm. Bronze, douramento.
- Ordem de Tudor Vladimirescu, 2ª classe:

Anverso: Uma estrela dourada composta por dez feixes de raios de diferentes comprimentos; no meio, há um medalhão redondo com uma imagem de Tudor Vladimirescu de meio corpo, três quartos à esquerda; no topo, ao longo da circunferência, há uma inscrição "1821 TUDOR VLADIMIRESKU".
Reverso: Côncavo suave com pino horizontal na parte superior. Diâmetro 68mm. Bronze, douramento.
- Ordem de Tudor Vladimirescu, 3ª classe:

Anverso: Estrela prateada, composta por dez feixes de raios de diferentes comprimentos; No meio, há um medalhão redondo com uma imagem de Tudor Vladimirescu de meio corpo, três quartos à esquerda, sobre um fundo de esmalte verde. Na parte superior, ao longo da circunferência, está a inscrição "1821 TUDOR VLADIMIRESKU". Reverso: Côncavo suave com pino horizontal na parte superior. Diâmetro 68mm. Bronze, banhado a prata.
- Ordem de Tudor Vladimirescu, 4ª classe:

Anverso: Estrela prateada oxidada composta por dez feixes de raios de diferentes comprimentos; No meio, há um medalhão redondo com uma imagem de Tudor Vladimirescu de meio corpo, três quartos à esquerda, sobre um fundo de esmalte vermelho escuro, com uma inscrição na borda superior "1821 TUDOR VLADIMIRESKU". Reverso: Côncavo suave com pino horizontal na parte superior. Diâmetro 68mm. Bronze, prateamento, oxidação.
- Ordem de Tudor Vladimirescu, 5ª classe:

Anverso: Estrela de bronze patinada, composta por dez feixes de raios de diferentes comprimentos; No meio, há um medalhão redondo com uma imagem de Tudor Vladimirescu de meio corpo, três quartos à esquerda, sobre um fundo de esmalte roxo. Na parte superior, ao longo da circunferência, está a inscrição "1821 TUDOR VLADIMIRESKU".Reverso: Côncavo suave com pino horizontal na parte superior. Diâmetro 68mm. Bronze, patinado.
|           |           |           |           |           |
|           |           |           |           |           |
| 1ª classe | 2ª classe | 3ª classe | 4ª classe | 5ª classe |